# زیگمونت میوئوشفسکی
زیگمونت میوئوشفسکی (لهستانی: Zygmunt Miłoszewski؛ زادهٔ ۸ مهٔ ۱۹۷۶) نویسنده و روزنامه‌نگار اهل لهستان و سردبیر نسخهٔ لهستانی مجلهٔ نیوزویک است.
او تحصیلات عالی ندارد و خود را جامعه‌گرا و خداناباور معرفی می‌کند.
از فیلم‌ها یا مجموعه‌های تلویزیونی که وی در آن‌ها نقش داشته است، می‌توان به دادستان و ذره‌ای از حقیقت اشاره نمود.